# Paul Christou
Paul Christou (Xipre, 1954) és un biotecnòleg d'origen xipriota, vinculat a la Universitat de Lleida, des de 2004, i professor investigador ICREA. És director del grup de Biotecnologia Aplicada del Centre de Recerca en Agrotecnologia Agrotecnio-UdL —del qual va ser director entre 2012 i 2015. Doctor en Bioquímica pel University College de Londres, és redactor en cap de les revistes Transgenic Research i Molecular Breeding. Va ser el responsable d'obtenir el primer cultiu comercial transgènic de la soja.
És considerat un destacat investigador en plantes transgèniques i biologia sintètica, participant en l'edició de genomes en cereals com l'arròs i el blat de moro i forma part del Comitè d'Experts de la Unió Europea sobre Seguretat Alimentària. Segons el seu parer, considera que els cultius biotecnològics podrien contribuir a reduir els gasos que causen tant l'efecte d'hivernacle i com el canvi climàtic.
L'any 2020 va rebre la medalla Narcís Monturiol, atorgada per la Generalitat de Catalunya.